# Art hispano-flamand

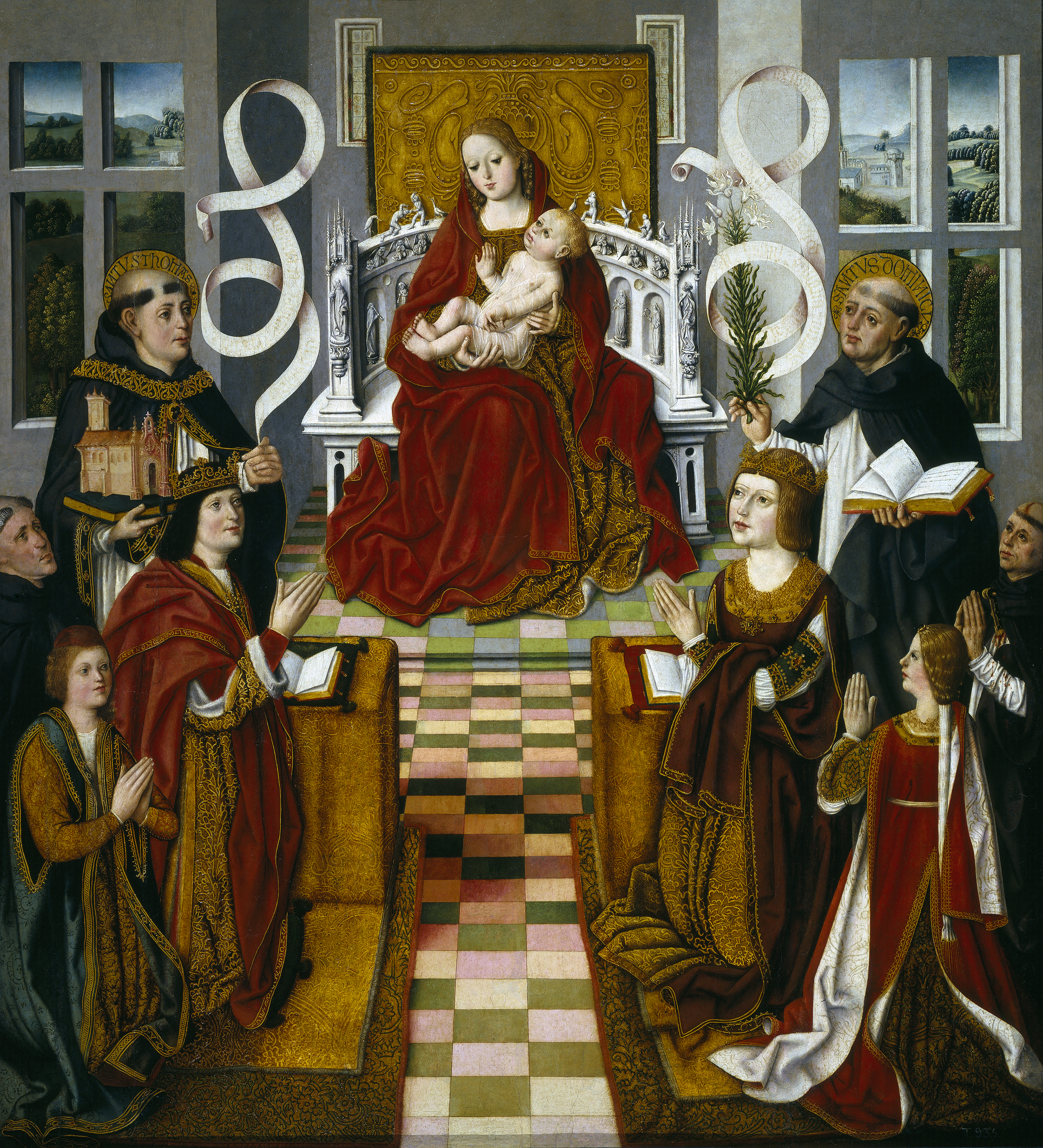
Vierge des Rois catholiques, de maître anonyme, 1490.

L’Art hispano-flamand est un mouvement artistique qui s'est développé en Espagne à partir du XVe siècle sous l'influence d'artistes flamands, à une époque où les deux territoires étaient liés politiquement.
Le mouvement naquit au XVe siècle et fut prédominant à l’époque des Rois catholiques (1469-1516), donnant naissance au gothique isabélin — première partie du mouvement plateresque (transition entre l'art gothique et la Renaissance). Il continua durant le XVIe siècle avec la préférence de Philippe II pour des peintres comme Jérôme Bosch et se poursuivit jusqu'au XVIIe siècle avec Rubens.

## Historique

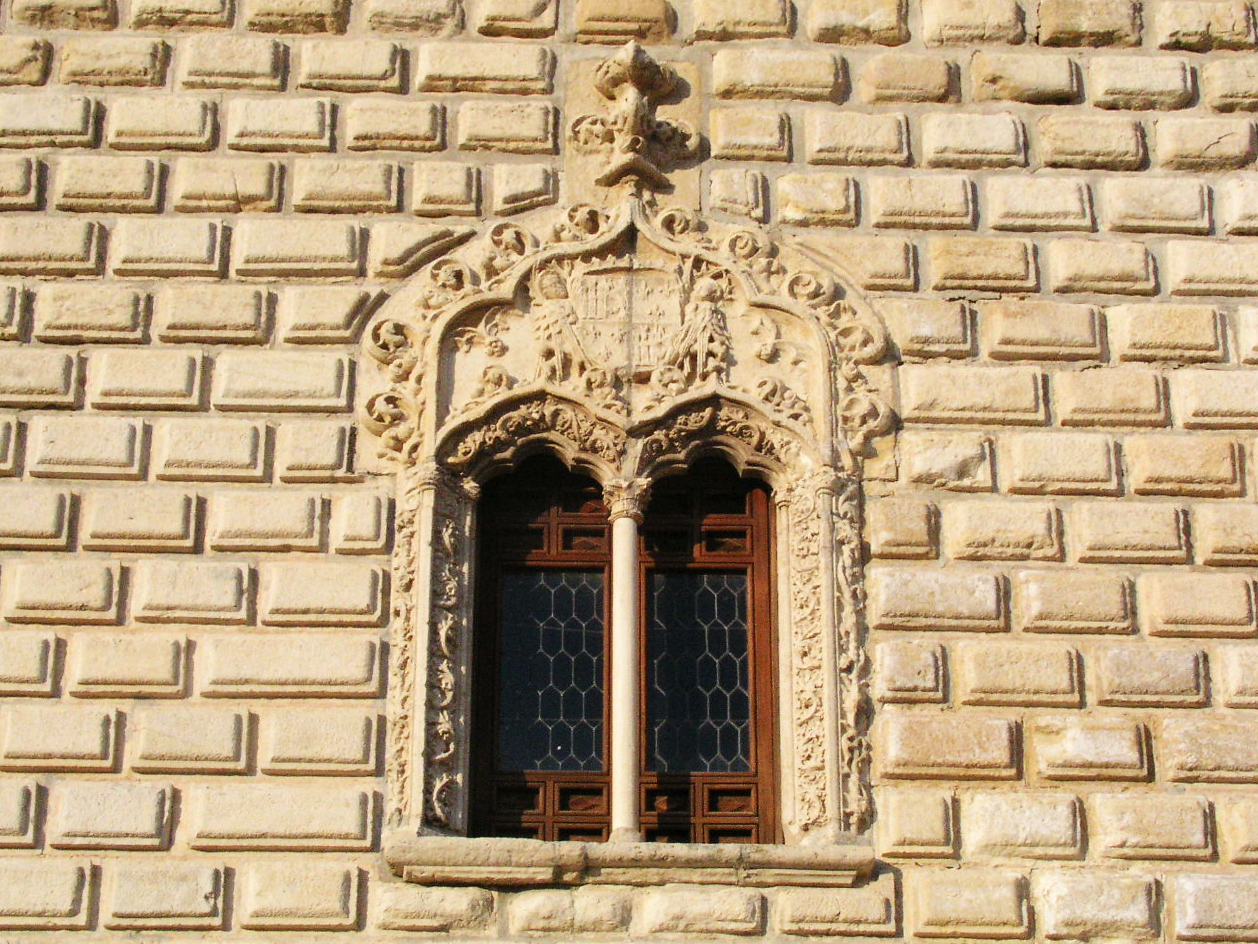
fenêtre du palais de Cogolludo (1492-1502).

L’expression « hispano-flamand » est utilisée par José María de Azcárate qui explique

« Durant le troisième quart du XVe siècle, l’art mozarabe et le flamand – en vertu des étroites relations entre la Bourgogne et les Flandres – coexistent à la cour castillane et l’intégration des deux courants produit ce que Azcárate considère comme le fondement du style hispano-flamand caractérisé par son monumentalisme, sa décoration fastueuse propre du style mozarabe et l’élimination de la vertu des fonctionnalités des éléments constructifs. Pour le professeur Azcárate ce style hispano-flamand est le correspondant artistique de l’unité politique nationale ; c’est un art courtisan « pécheur » qui suppose « le chant de cygne de l’architecture gothique hispanique », « la phase baroque du style gothique dans Espagne ». Cependant, nous devons considérer que le terme, valide pour la peinture, ne s’applique d’aucune façon à la réalité architectonique qu’il veut signifier, puisque dans ce cas il ne s’agit pas d’une symbiose des deux cultures architecturales, mais il fait référence au travail en Espagne d’artistes bretons, flamands et germaniques. Flamand ne signifie pas invariablement de Flandres. »

La relation avait une forte base politique, sociale et économique, qui remontait au moins jusqu’au XIVe siècle, quand la crise médiévale, la guerre de Cent Ans et l’ouverture des routes maritimes ouvrirent une période historique caractérisée par la prédominance de la laine castillane (propriété de la haute noblesse et les institutions ecclésiastiques qui contrôlaient la Meseta) sur le marché textile des puissantes villes bourgeoises de Flandres, aux dépens de la laine anglaise. Ces réseaux étaient liés à la diplomatie matrimoniale et eut comme conséquence la domination de la maison de Habsbourg sur les deux territoires.
Non seulement les tapisseries flamandes arrivèrent par les ports cantabriques en Espagne, mais aussi la peinture et ses fameux « primitifs flamands ». En général se développa un « goût flamand » qui domina le « goût italien » qui arrivait par les ports méditerranéens de la Couronne d’Aragon, plus liée à l’Italie de cette époque, en pleine explosion de la Renaissance.

### Architecture
Face aux formes classiques de la Renaissance italienne, l’architecture dite gothique Hispano-flamande ou gothique isabélin était une évolution des formes du gothique final, qui présentait de plus des caractéristiques locales qui peuvent être attribuées à la survivance de l’art mudéjar.
Nonobstant, on utilise aussi la dénomination « renaissance Hispano-flamande », puisque tant l’aspect italien que flamand, spécialement en peinture, sont protagonistes de la révolution artistique du XVe siècle.
Aux survivances du gothique classique (français) et aux ajouts du gothique nordique, l’architecture hispano-flamande ajouta structurellement quelques nouveautés, comme une grande variété d’emploi des voûtes et des arcs où fut réemployé l’habilité technique des tailleurs de pierres en étroite coordination avec les architectes ; ajoutant un riche répertoire décoratif éclectique puisant ses origines dans les styles mudéjar, flamands et germaniques
Les deux principaux lieux en Castille où des architectes de cathédrales d’origine nordique répandirent de nouveaux procédés de taille de pierre furent Tolède (Hannequin de Bruxelles et Jean Goas) et Burgos avec la famille de Cologne : Francisco de Cologne et Simon de Cologne, fils de Jean de Cologne. Leur influence est également notable au royaume de Valence (Henri Alemán, Jean de Valenciennes et Raulines Vauster, ainsi que Guillem Sagrera, personnalité locale) ainsi que, ponctuellement, dans d’autres telle Barcelone, Lleida, Oviedo, Léon ou Séville, où elles furent plus éphémères. Parmi les architectes locaux (dont certains venaient de familles nordiques) les plus importants sont Cueman et Enrique Egas, Gil et Diego de Siloé, Juan de Rasines et Jean Gil de Hontagnon.

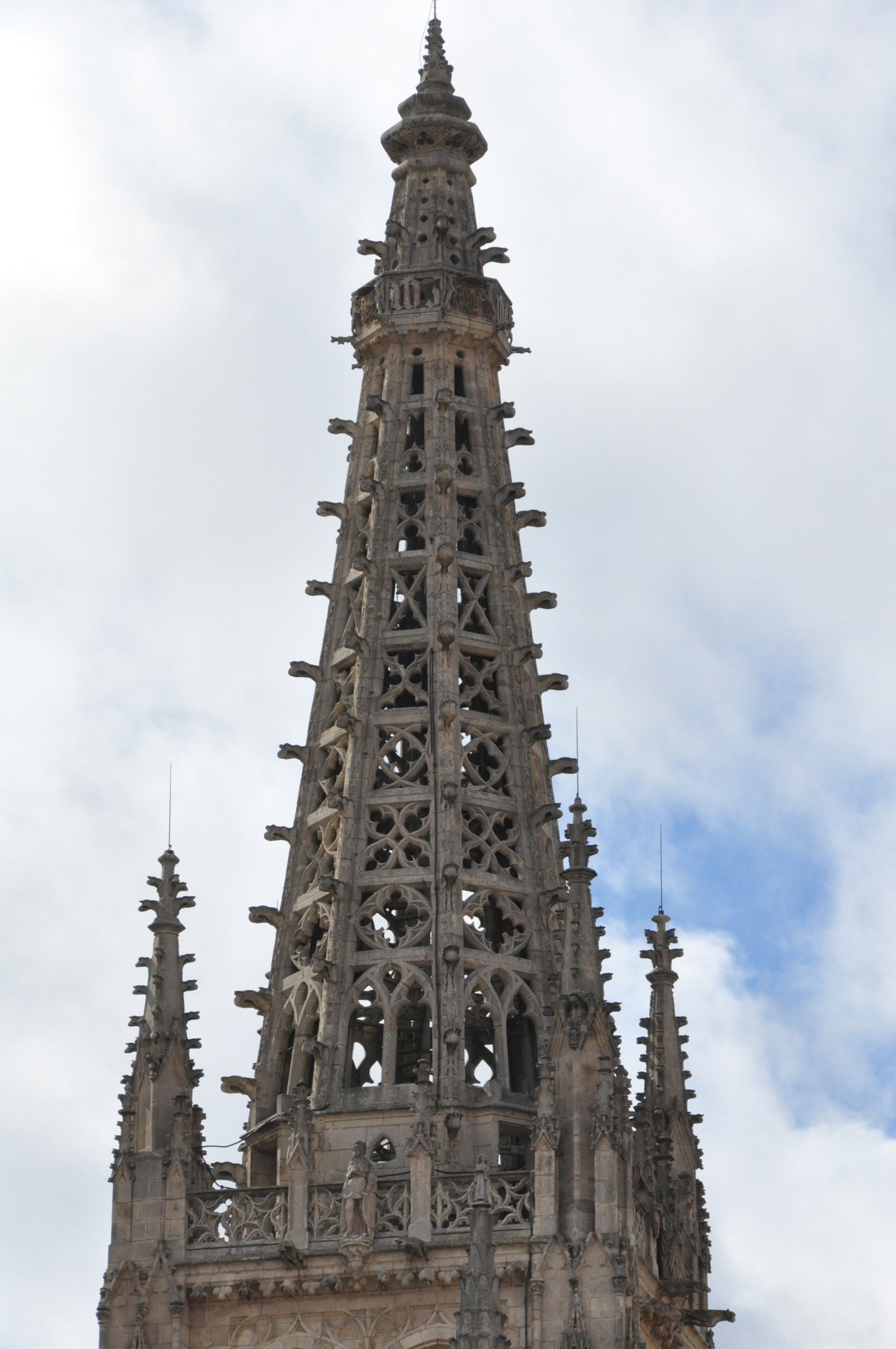
Aiguille d’une des tours de la cathédrale de Burgos, par Jean de Cologne.
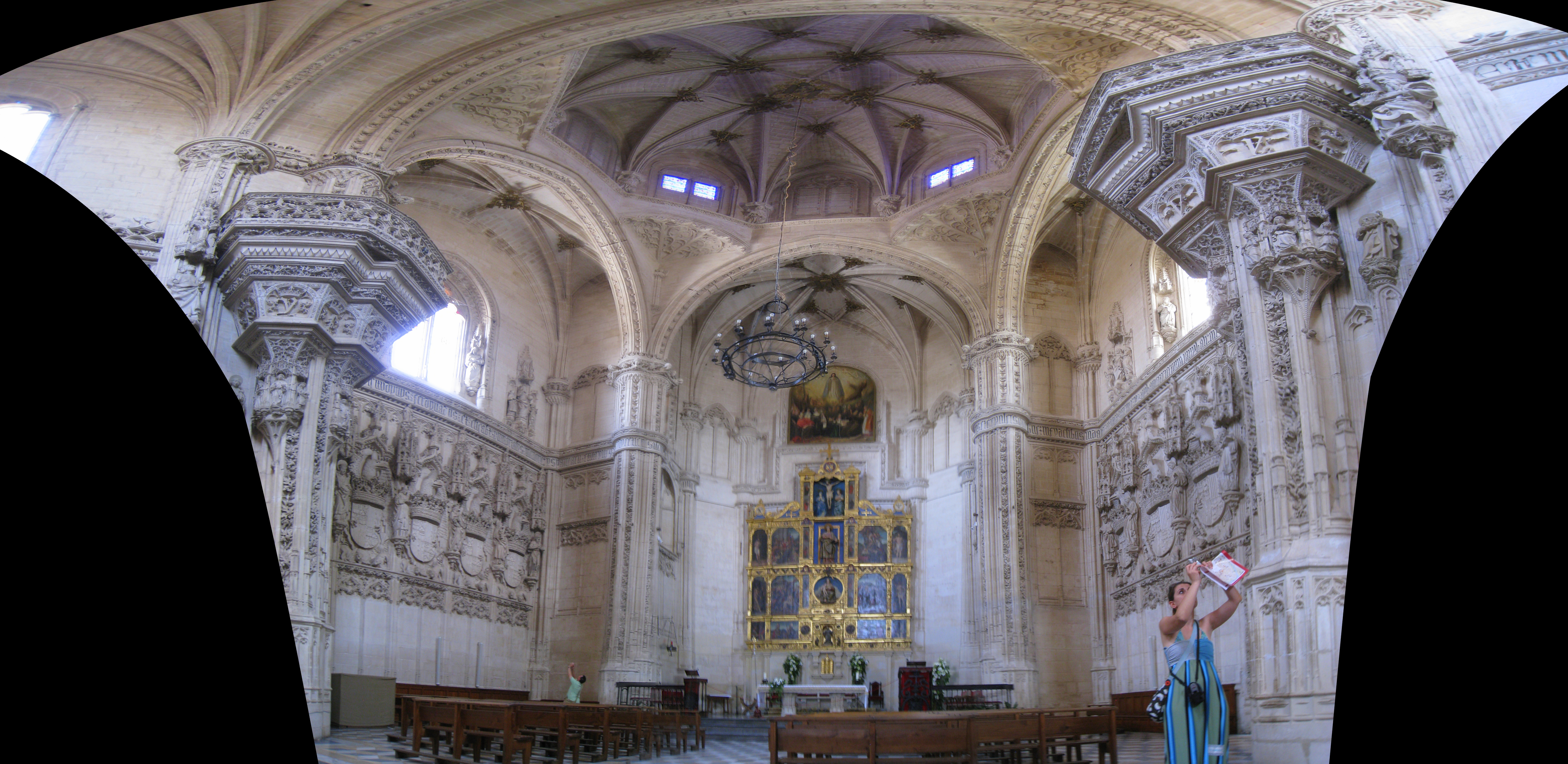
Intérieur du monastère de Saint-Jean des Rois à Tolède, par Jean Goas.
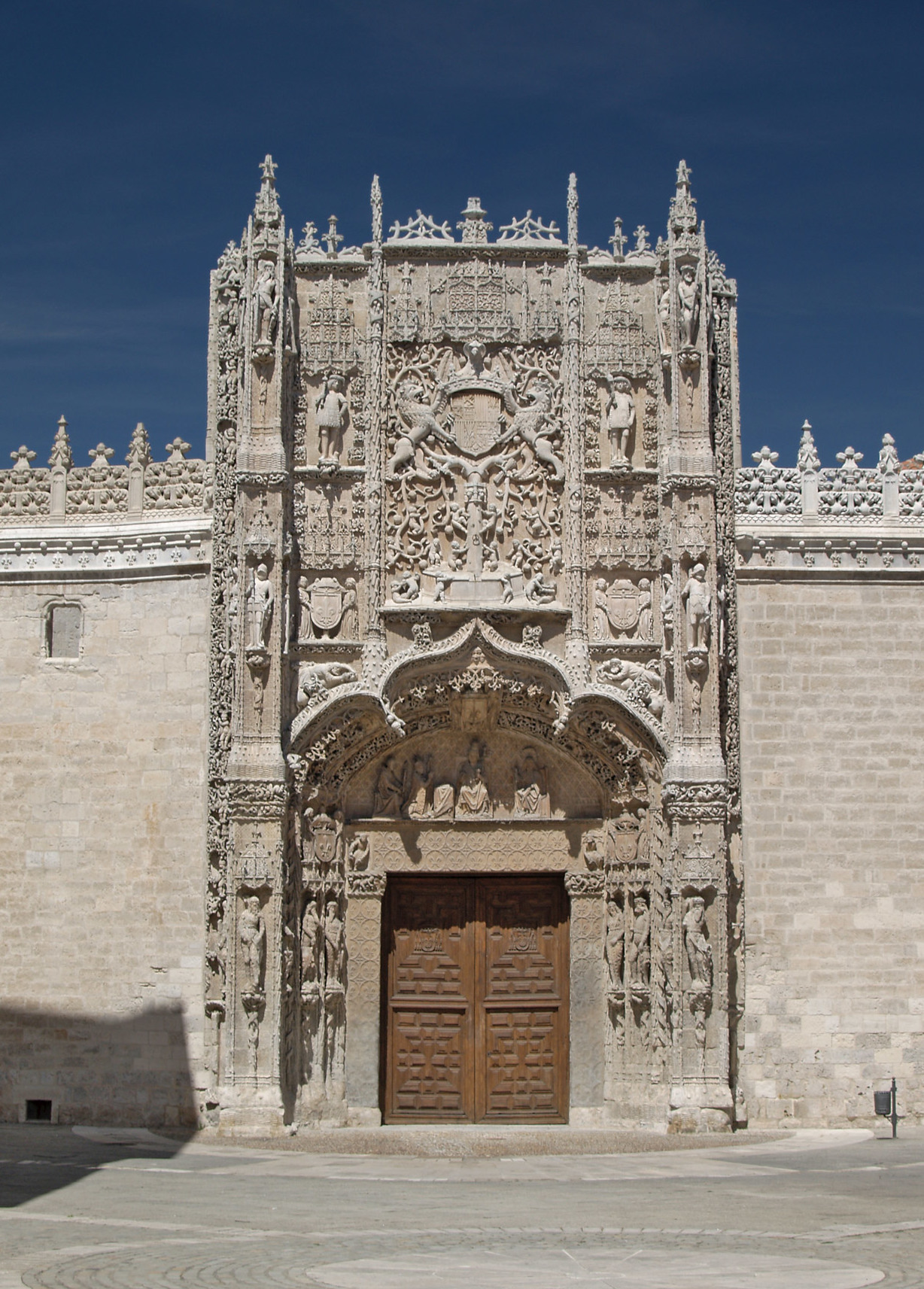
Façade du collège Saint-Grégoire de Valladolid, par l’atelier Gil de Siloé.
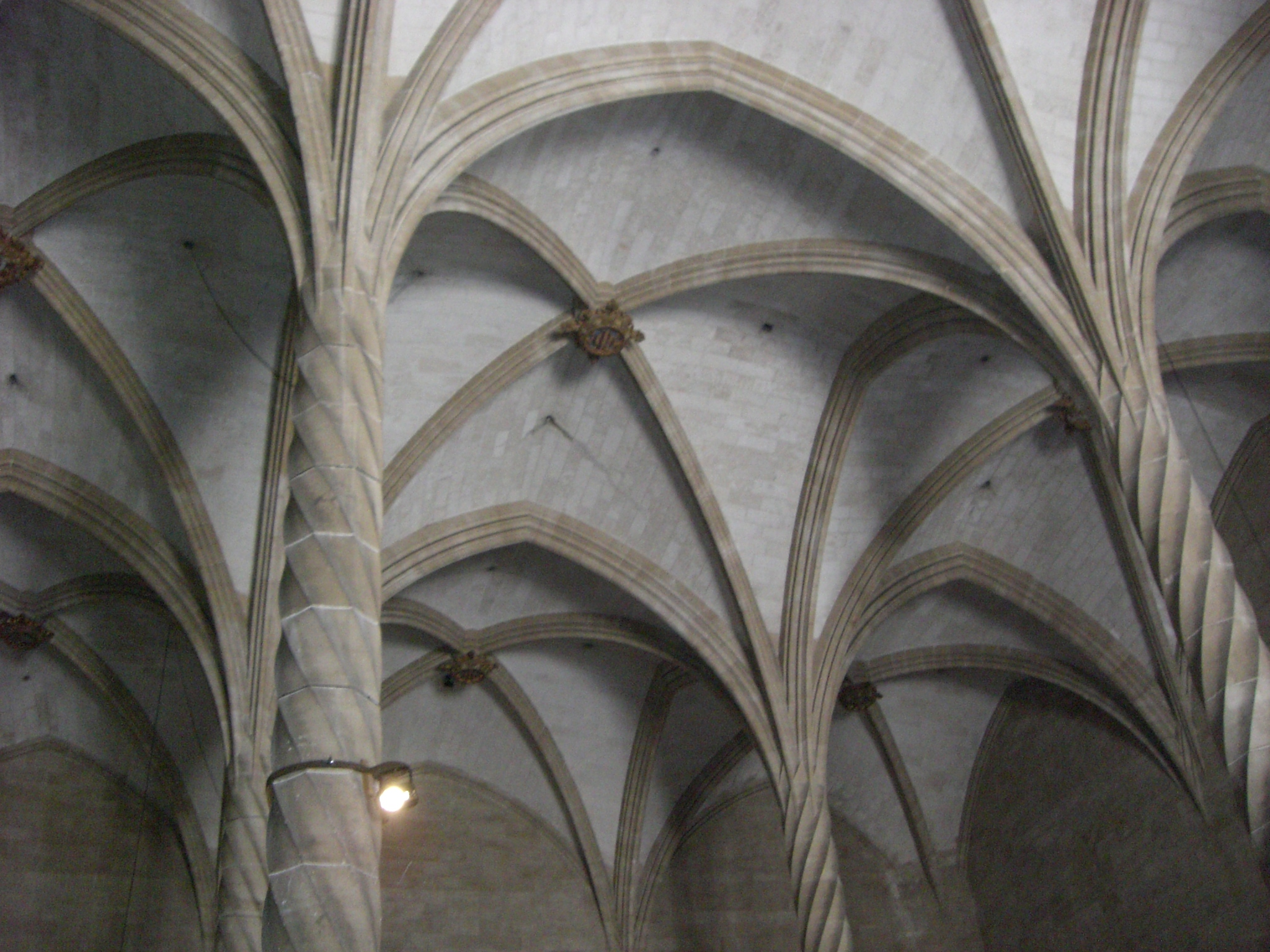
Voûte de la loge de Palma de Majorque, par Guillem Sagrera.

### Peinture

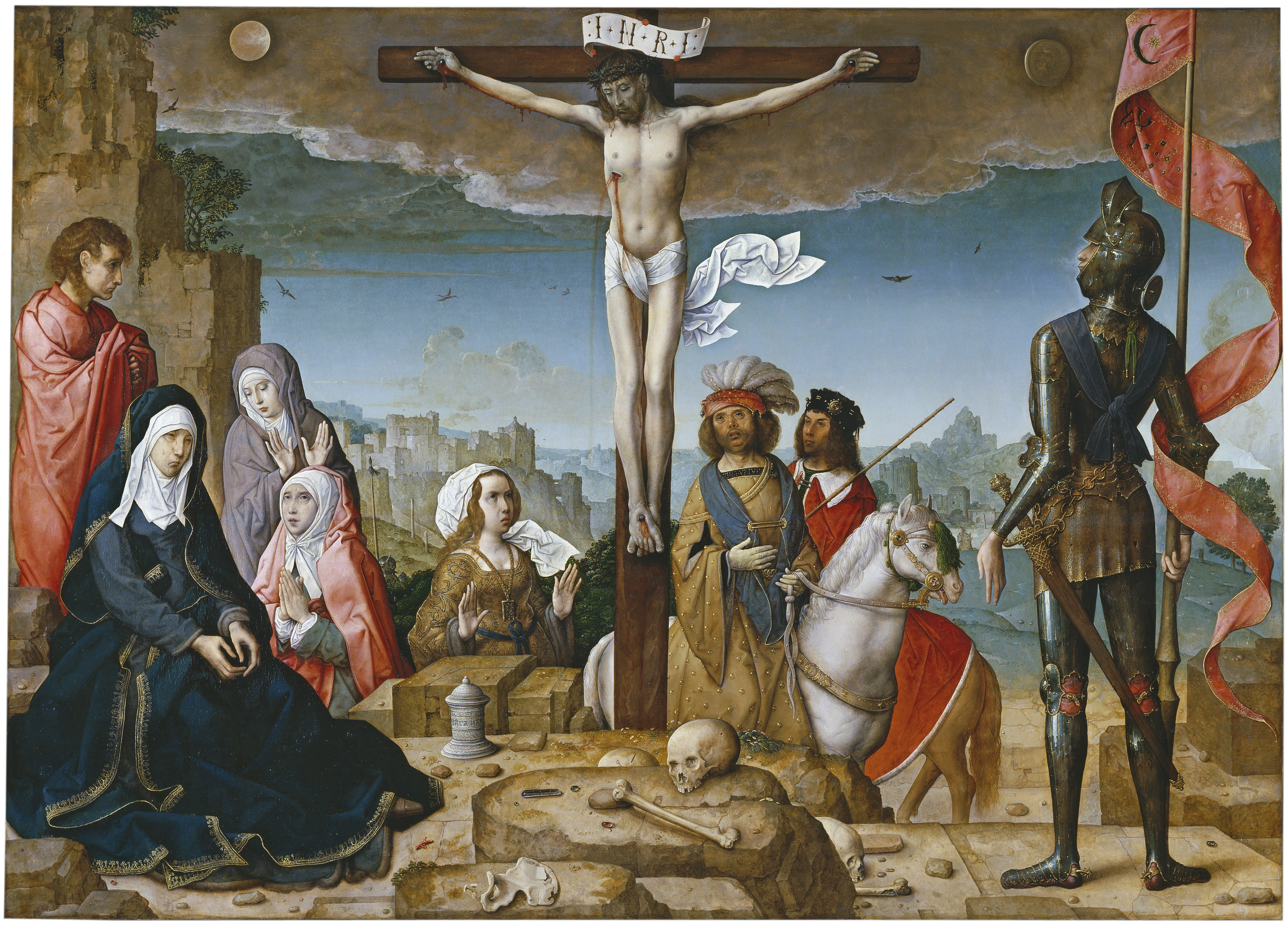
Crucifixion, par Jean de Flandres, 1509.

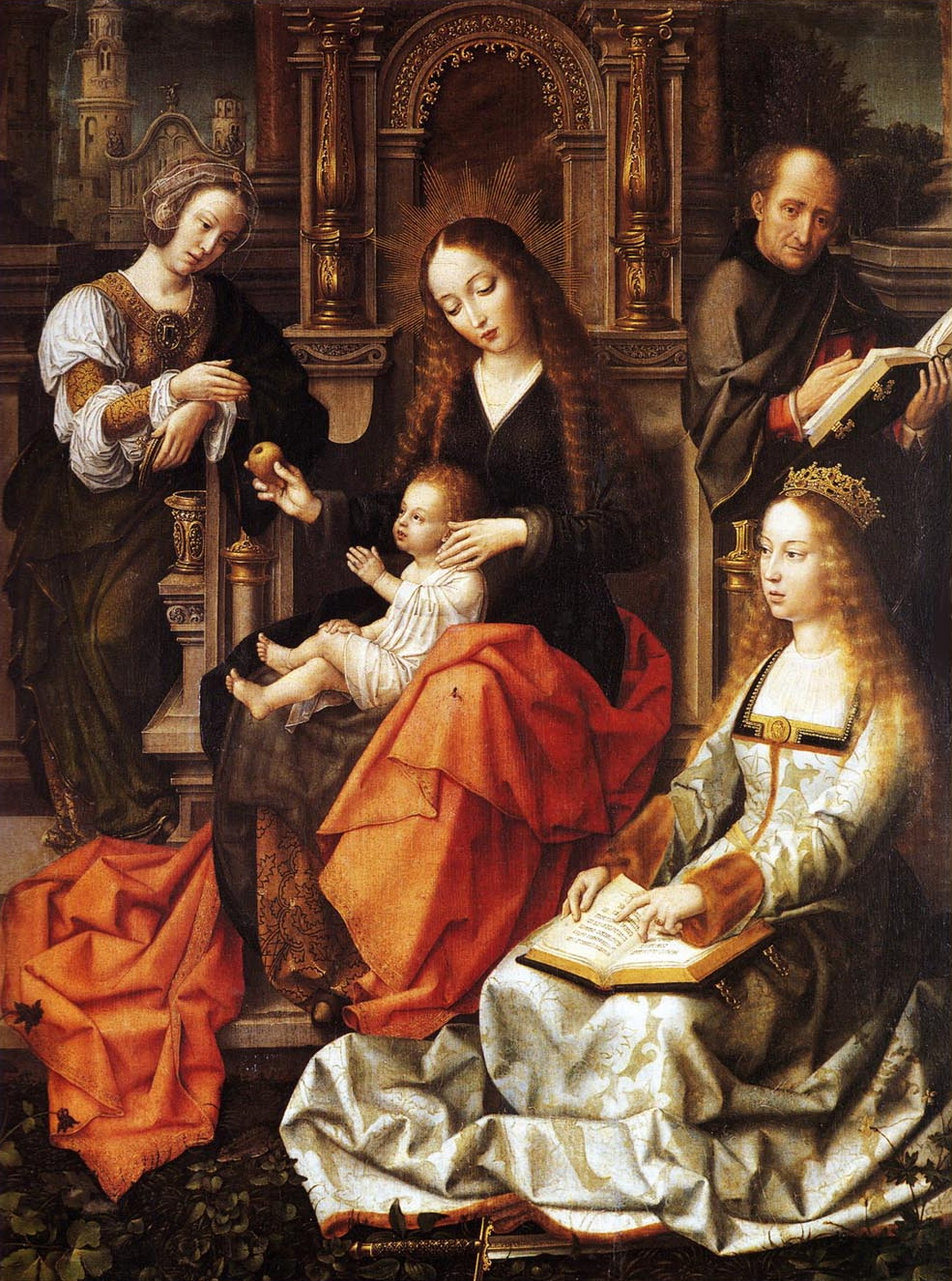
Vierge à la mouche de la Collégiale de Toro, attribuée à plusieurs maîtres hispano-flamands (Michel Sittow, Fernando Gallego, Ambrosius Benson et Maître de la Santa Sangre), datée entre 1518 et 1525.

En peinture, après le style élégant et raffiné, dit gothique international issu des influences française et flamandes (Nicolas Florentino et Nicolas Français en Castille, Lluis Borrassà et Pere Nicolau en Aragon) le style hispano-flamand se caractérisa par un grand réalisme et la profusion de détails, facilités par la nouvelle technique de la peinture à l’huile. Les couleurs sont vives, les traits vigoureux, les fonds dorés (parfois doublé par un pastillage – un modelé de bijoux ou guirlandes dans du plâtre peints à l'or – des lettres d’identifications en caractères gothiques), et des scènes et expressions au dramatisme intense.
Ce style vit l’introduction de paysage et de l’architecture, malgré l’absence d’une perspective linéaire pour la détermination des proportions. Il est également caractérisé par une représentation des vêtements qui semblent « amidonnée », artificielle ou pliés, que certains attribuent non seulement à des questions esthétiques mais également au reflet des relations commerciales entre ces deux espaces. Jean de Flandres et Michael Sittow furent les principaux peintres de cour d’Isabelle la Catholique (retable d’Isabelle la Catholique) ; mais il y en eut d’autres tel Jean de Bourgogne ouvert aux formules renaissantes italiennes. Parmi les peintres locaux appartenant à l’école hispano-flamande se trouvent les castillans Diego de la Cruz, Fernando Gallego et Bartolomé Bermejo. Ce style peut également s’apprécier dans les œuvres des peintres de la couronne d’Aragon (Jaime Huguet, Luis Dalmau, Jacomart), ou chez ceux du royaume du Portugal (Nuno Gonçalves). Chez certains peintres, comme Pedro Berruguete domine l’influence italienne. Cependant, chez lui, il réutilisa les conventions du style hispano-flamand lors de son retour en Espagne, à la demande de sa clientèle.

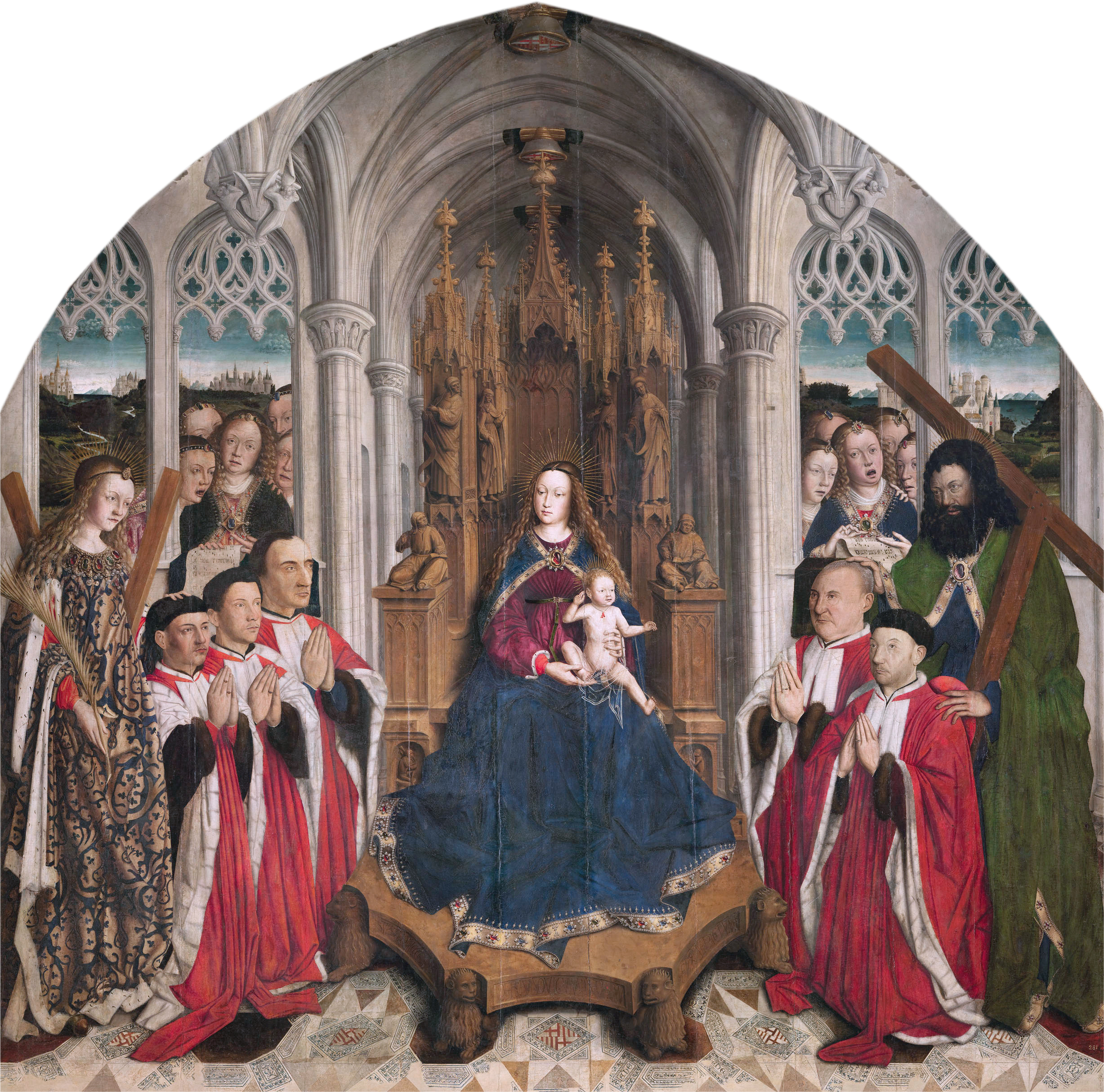
Vierge des Conseillers, de Lluís Dalmau, 1443-1445.
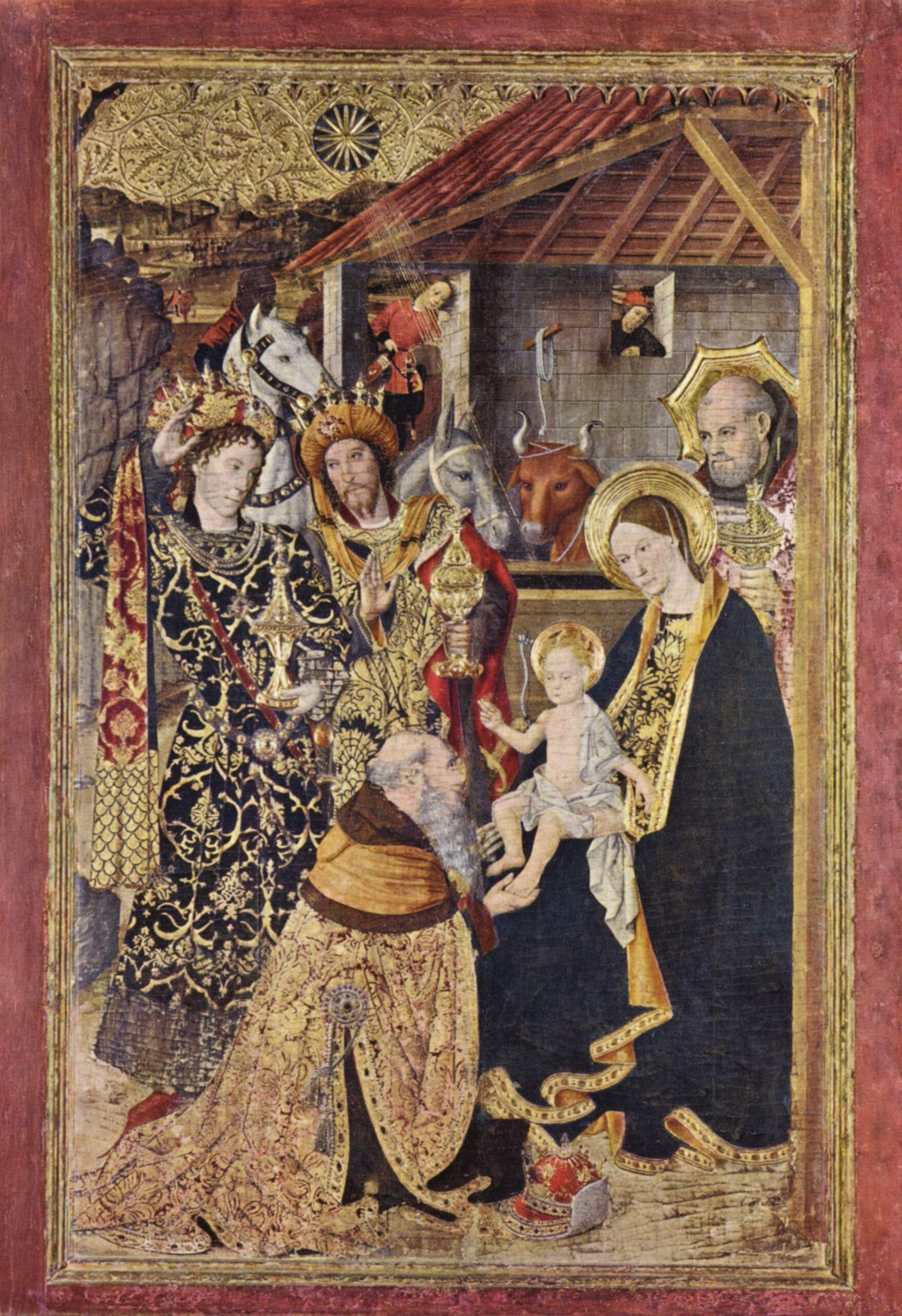
Retable du Connétable, de Jaume Huguet, 1465.
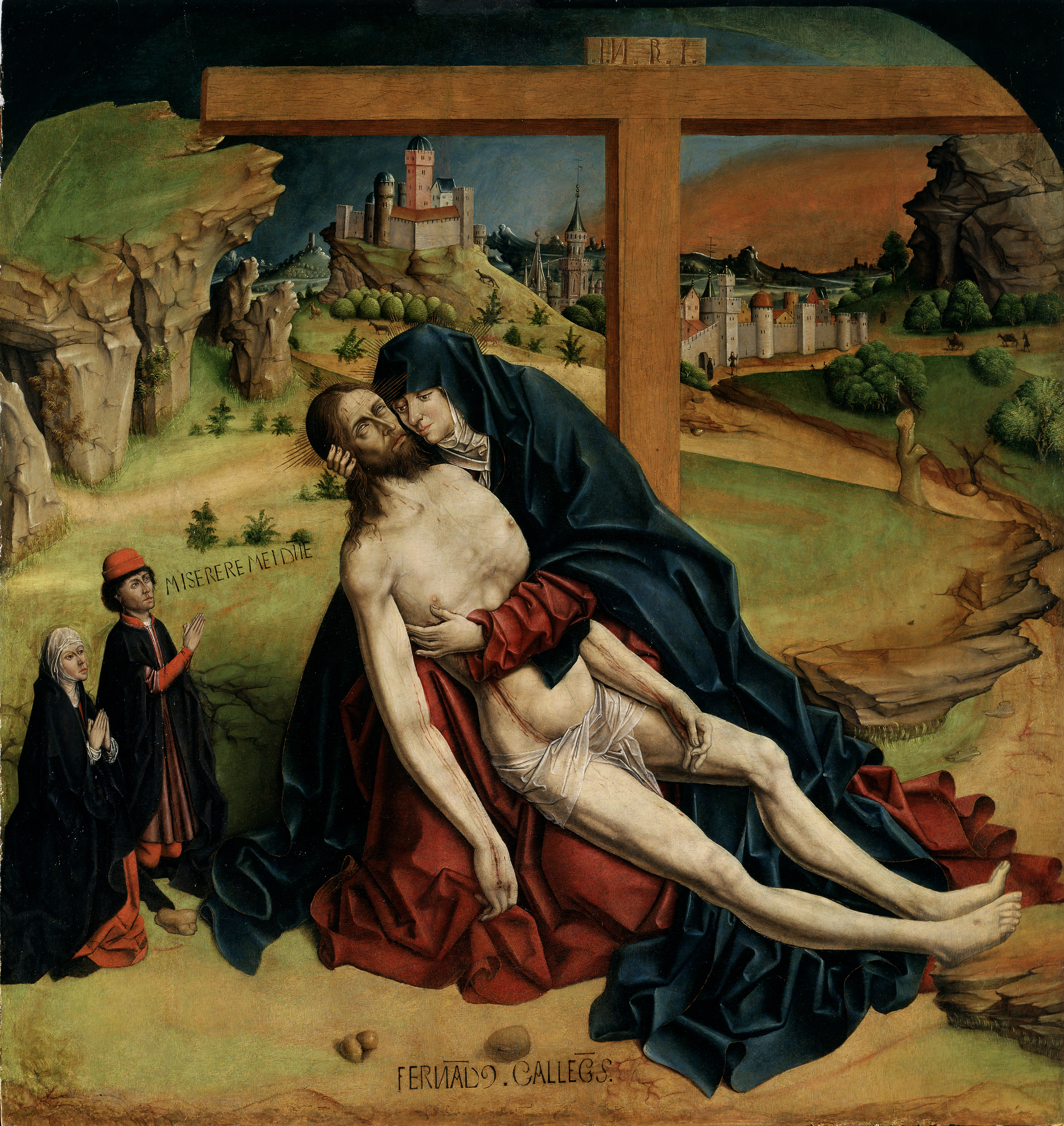
Pieté, de Fernando Gallego, v. 1470.
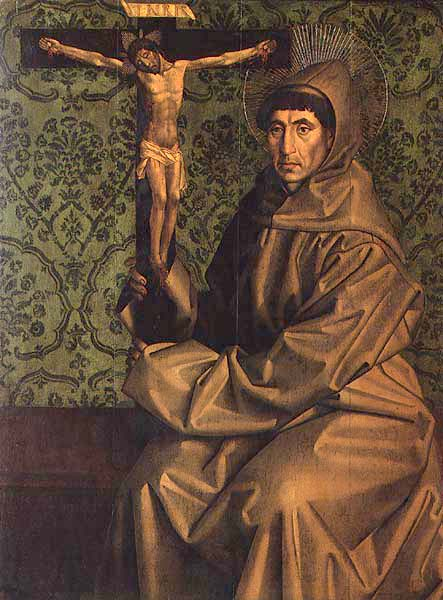
Saint François, de Nuno Gonçalves (actif entre 1460 et 1490).
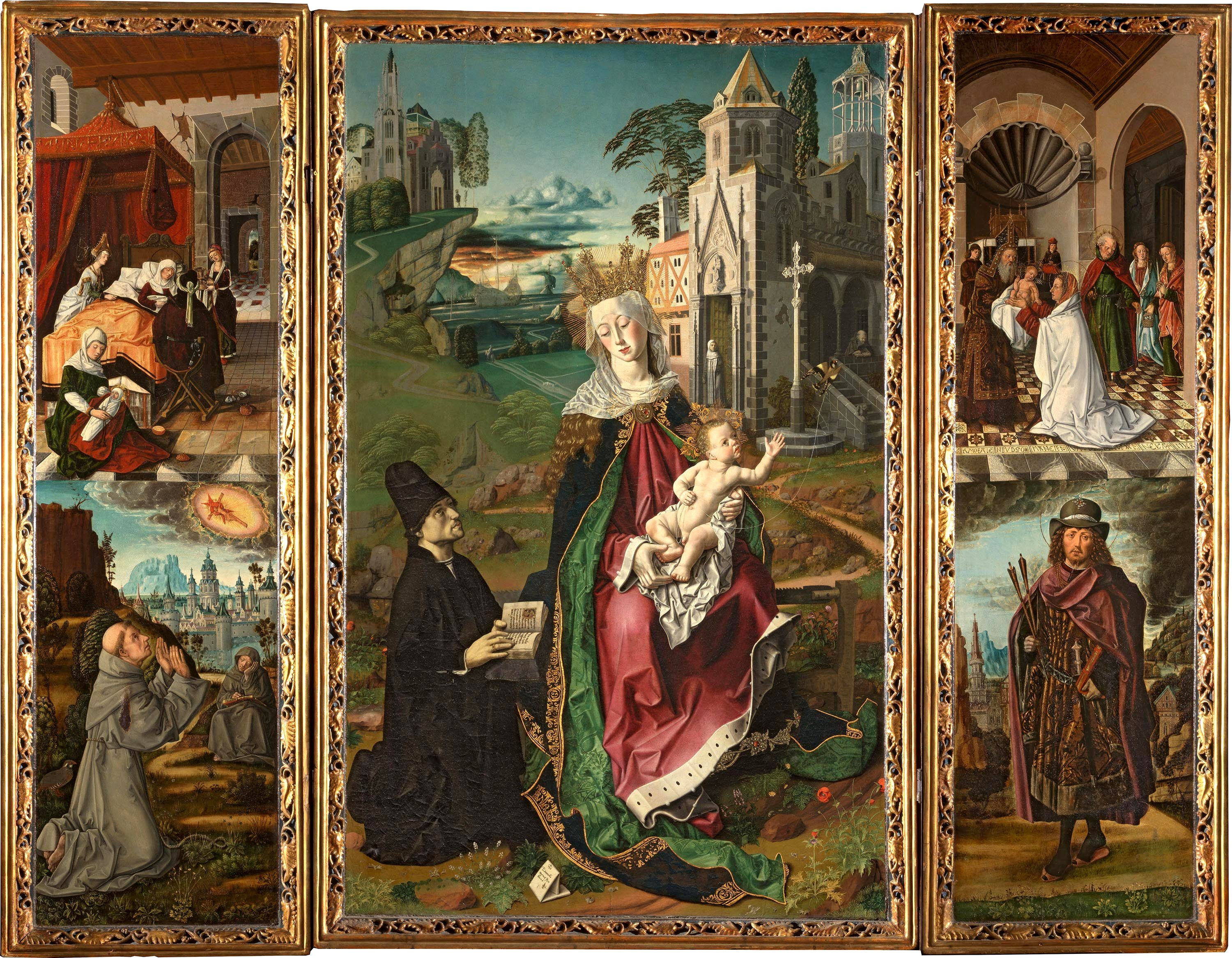
Retable de la Vierge de Montserrat, de Bartolomé Bermejo, 1485.

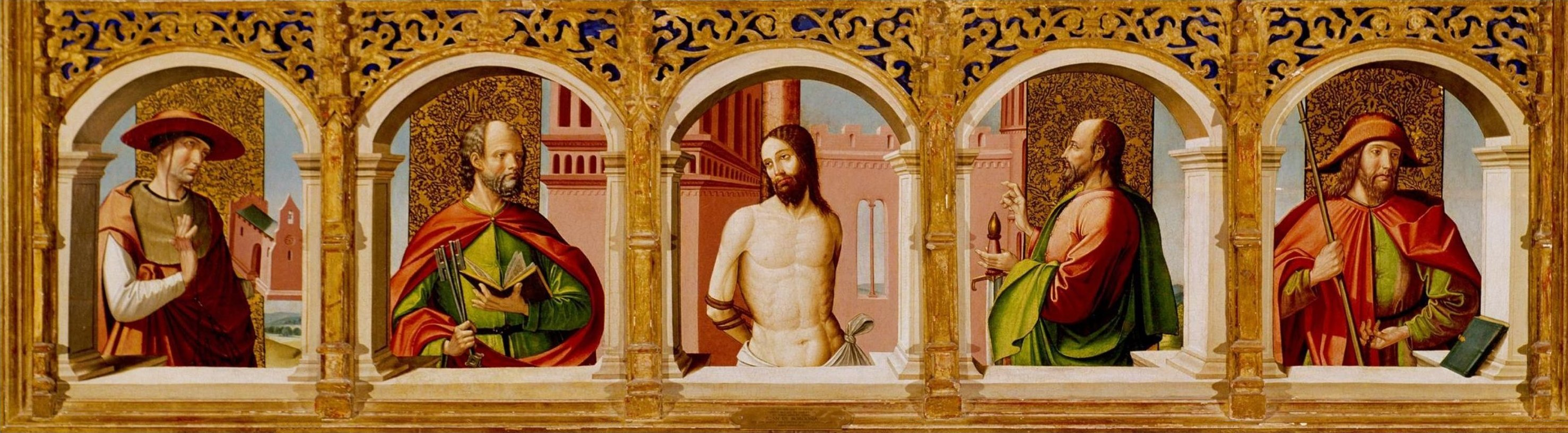
Christ à la colonne avec quatre saints, attribué à Jean de Bourgogne, vers 1500-1510.

### Sculpture

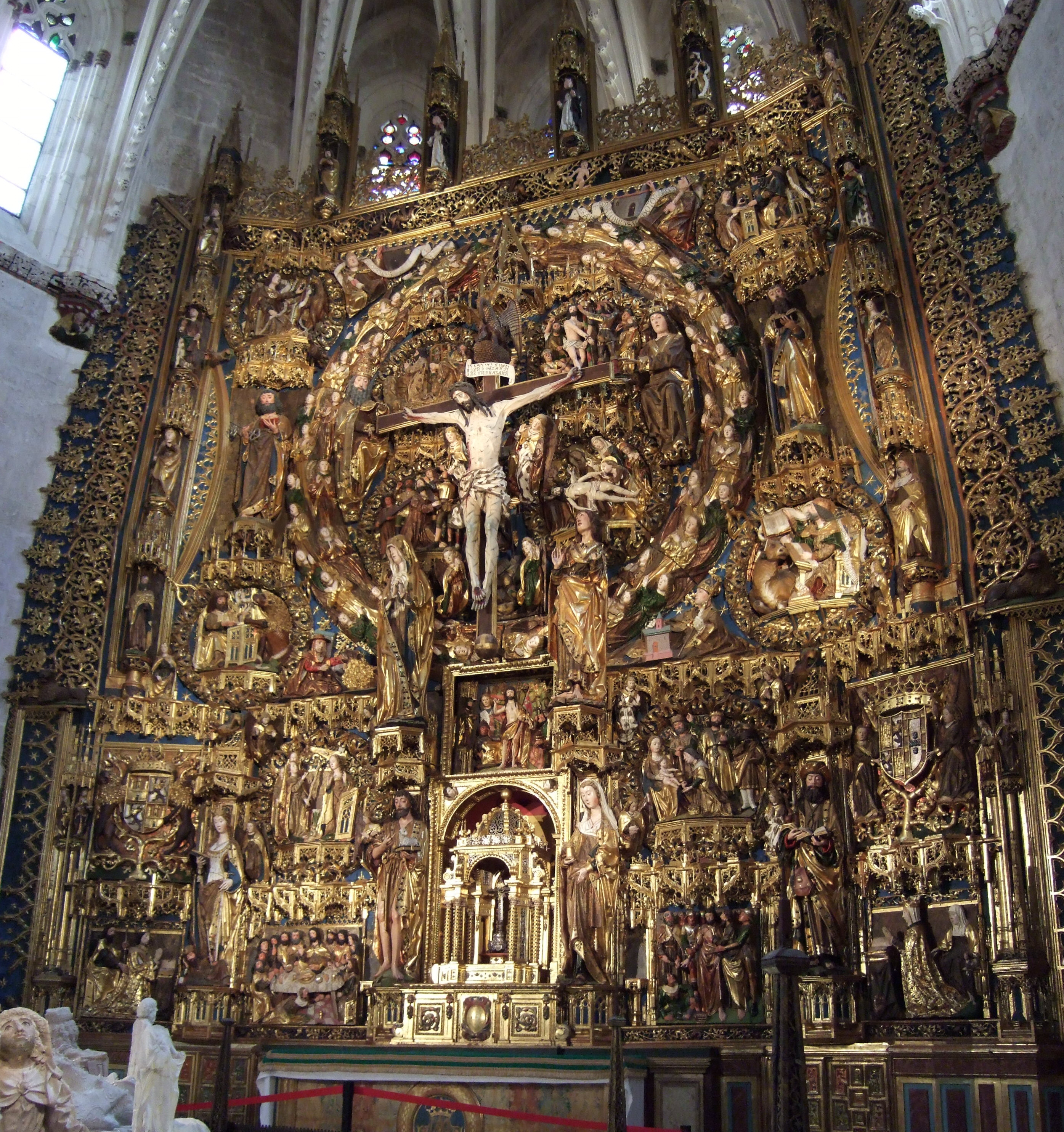
Retable principal de la chartreuse Santa María de Miraflores, construit par Jean de Cologne et Simon de Cologne (1454-1484). La taille du bois est de Gil de Siloé, et le polychromatisme et les dorures de Diego de la Cruz (1496-1499). Les sépulcres en pierre sont aussi de Gil de Siloé (1489-1493).

En sculpture, ce style fut caractérisé par la présence de maîtres du nord de l’Europe (non seulement flamand-bourguignons, mais aussi allemands - Rodrigo Alemán, les Egas) que établirent leurs ateliers en Castille et formèrent des écoles locales desquelles sortirent les maîtres castellans qui évoluèrent vers la sculpture de la renaissance, comme les Egas, Jean Goas, Sebastián de Almonacid Felipe Bigarny ou Gil de Siloé. Les maîtres de la couronne d’Aragon développèrent aussi durant le XVe siècle un style marqué par l’influence flamande, malgré des contacts plus importants avec l’Italie (Jaime Cascalls, Pere Johan, Guillem Sagrera). Janin Lomme de Tournai fut très actif en Navarre.

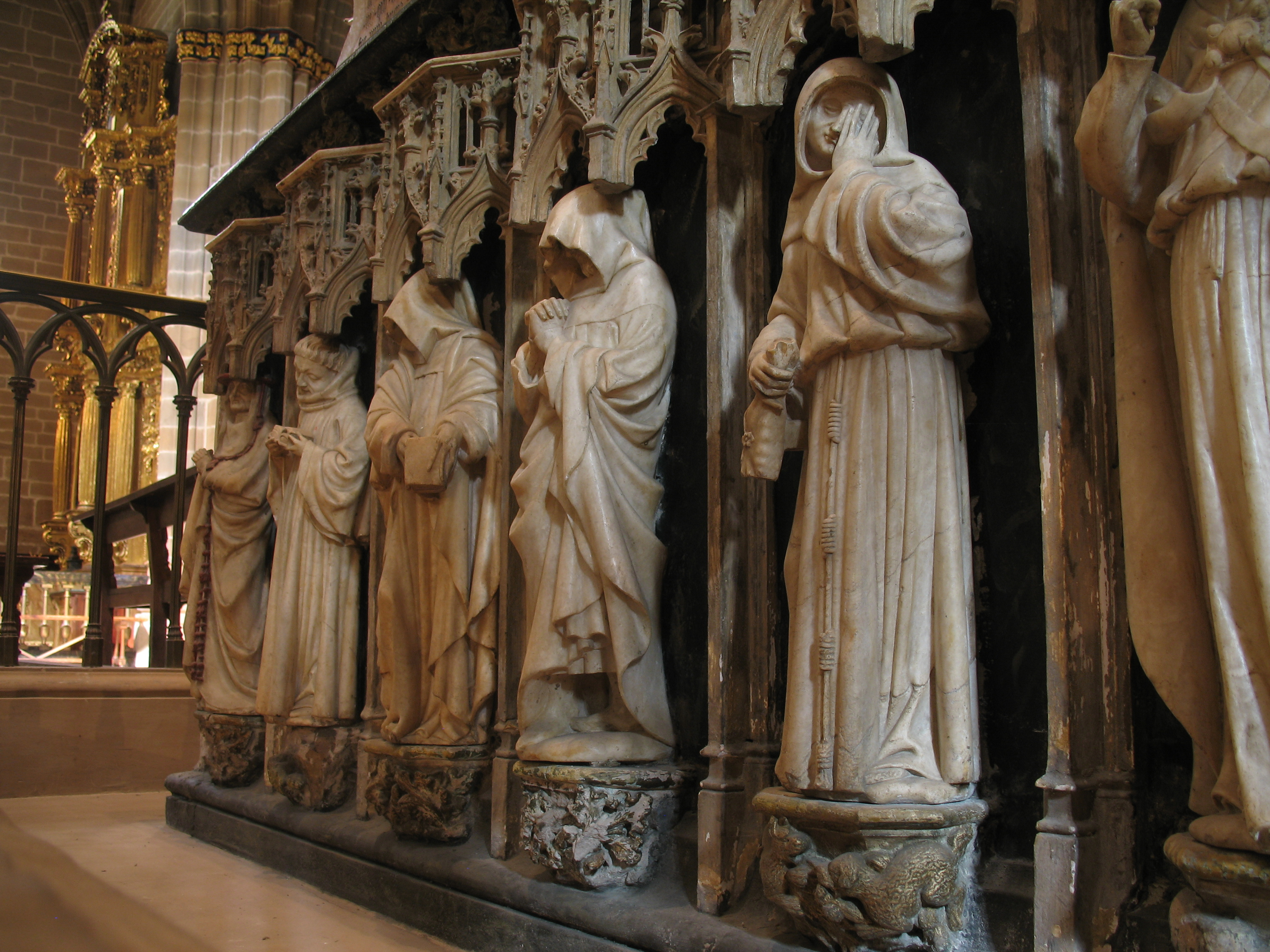
Pleureurs du tombeau de Charles III le Noble dans la cathédrale de Pampelune, par Janin Lomme (1419).
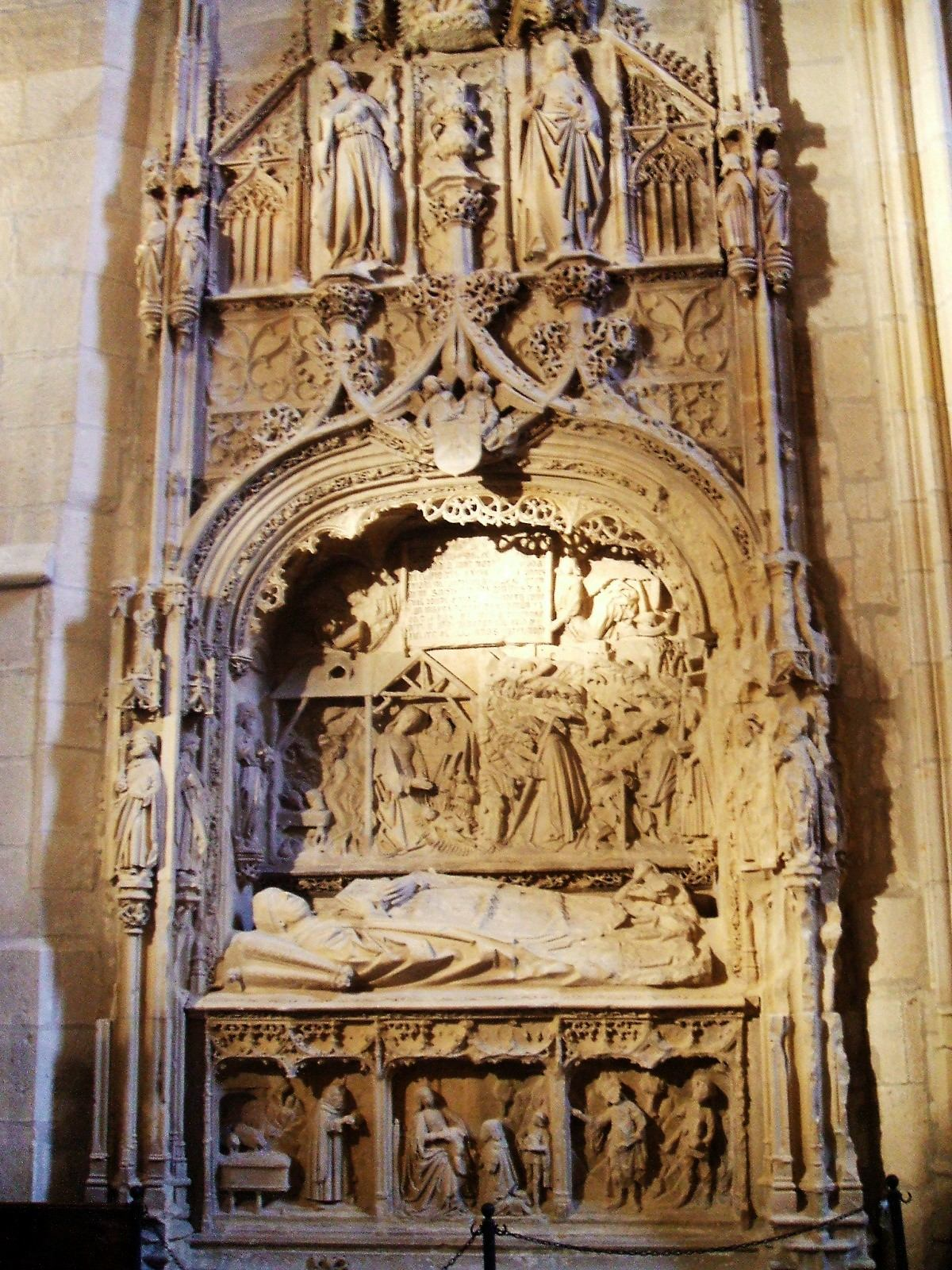
Tombeau de Fernando Díaz de Fuentepelayo, de Gil de Siloé et Simon de Cologne (vers 1492).
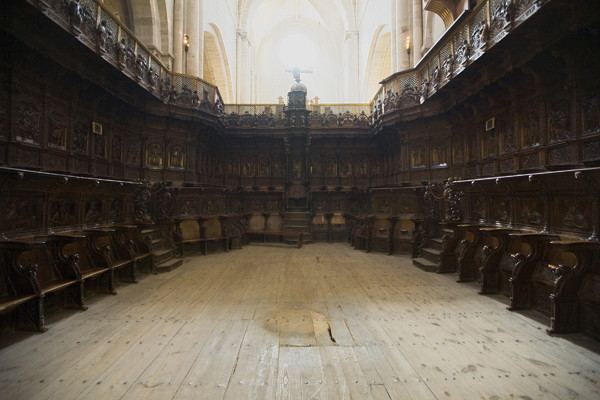
Sièges du chœur de la cathédrale de Santo Domingo de la Calzada, de Guillem de Hollande, Andrée de Nájera (en relation avec Simon de Cologne qui fut maitre de cet ouvrage en 1521-1526) et Nature Bourguignon[11].